# Droga wojewódzka nr 943
Droga wojewódzka nr 943 (DW943) – droga wojewódzka o długości 13 km, położona w południowej Polsce, w województwie śląskim w powiatach: żywieckim i cieszyńskim. Łączy Laliki z granicą z Czechami.

## Miejscowości leżące przy trasie DW943
- Laliki
- Koniaków
- Jaworzynka
- Istebna (DW941)
- granica państwa: Jasnowice (Polska) - Bukowiec (Czechy) (ruch pieszy i samochodowy z wyjątkiem autobusów).